# Голышкин, Алексей Егорович
Алексей Егорович Голышкин — советский хозяйственный и государственный деятель, лауреат Государственной премии СССР за выдающиеся достижения в труде.

## Биография
Родился в 1925 году в селе Большой Самовец. Член КПСС.
Участник Великой Отечественной войны, рядовой стрелок 1281-го стрелкового полка 60-й Севской стрелковой дивизии 2-го Белорусского фронта.
В 1944—1985 — тракторист, механизатор водитель автомобиля, бригадир тракторной бригады совхоза «Красный горняк» Грязинского района Липецкой области.
За увеличение производства зерна на основе повышения плодородия земель, высокоэффективного использования техники, прогрессивной технологии и передового опыта был в составе коллектива удостоен Государственной премии СССР за выдающиеся достижения в труде 1978 года.
Умер в 2013 году в деревне Большой Самовец.

## Награды
- Орден Октябрьской Революции
- Орден Отечественной войны II степени
- Орден Знак Почёта